# Картуково
Картуко́во (рос. Картуково, марій. Картук) — село у складі Гірськомарійського району Марій Ел, Росія. Входить до складу Єласівського сільського поселення.

## Населення
Населення — 107 осіб (2010; 115 у 2002).
Національний склад (станом на 2002 рік):
- марі — 100 %